# مانيا نبواني
مانيا نبواني (2 ديسمبر 1977 -)، ممثلة سورية.

## عن حياتها
خريجة «المعهد العالي للفنون المسرحية» عام 1998، بدأت حياتها في الفن من خلال الرسوم المتحركة، ثم شاركت بعدها بمسلسل البحر أيوب في عام 1997، واستمرت حتى الآن بتقديم أعمالها الفنية على شاشة التلفزيون.
اشتركت في عام 2004 في فيديو كليب «الجولاقية» للمغني طاهر العجيلي وشاركها خلاله الممثل أندريه سكاف.

## أعمالها

### من المسلسلات
- أبناء القهر.
- البحر أيوب.
- عيلة اكابر.
- جواد الليل.
- جلد الأفعى
- نداء المتوسط.
- بستان الموت.
- الأيام المتمردة.
- مافي شي.
- أبو المفهومية.2003
- مرزوق على جميع الجبهات.
- قوس قزح.
- كحل عين.
- الحصرم الشامي - الجزء الثاني.
- حسيبة.
- زوج الست
- عشتار.
- الوزير وسعادة حرمه.

### الدبلجة
- كابتن ماجد
- المدافعون
- داي الشجاع

### سينما
- 2001: الطحين الأسود.[4]

## روابط خارجية
- مانيا نبواني على موقع قاعدة بيانات الأفلام العربية